# Akademische Expeditionen
Akademische Expeditionen (russisch Академические экспедиции / Akademitscheskije ekspedizii, wiss. Transliteration Akademičeskie ėkspedicii) bzw. Akademie-Expeditionen waren komplexe wissenschaftliche Expeditionen zur Erforschung und Beschreibung der Natur und der Völker Russlands (Naturgeschichte und Wirtschaft), die auf Initiative und nach Plänen M. W. Lomonossows (1711–1765) von der Kaiserlichen Akademie der Wissenschaften und Künste in St. Petersburg ab dem 18. Jahrhundert organisiert wurden.

Katharina II. von Russland (1780er-Jahre)

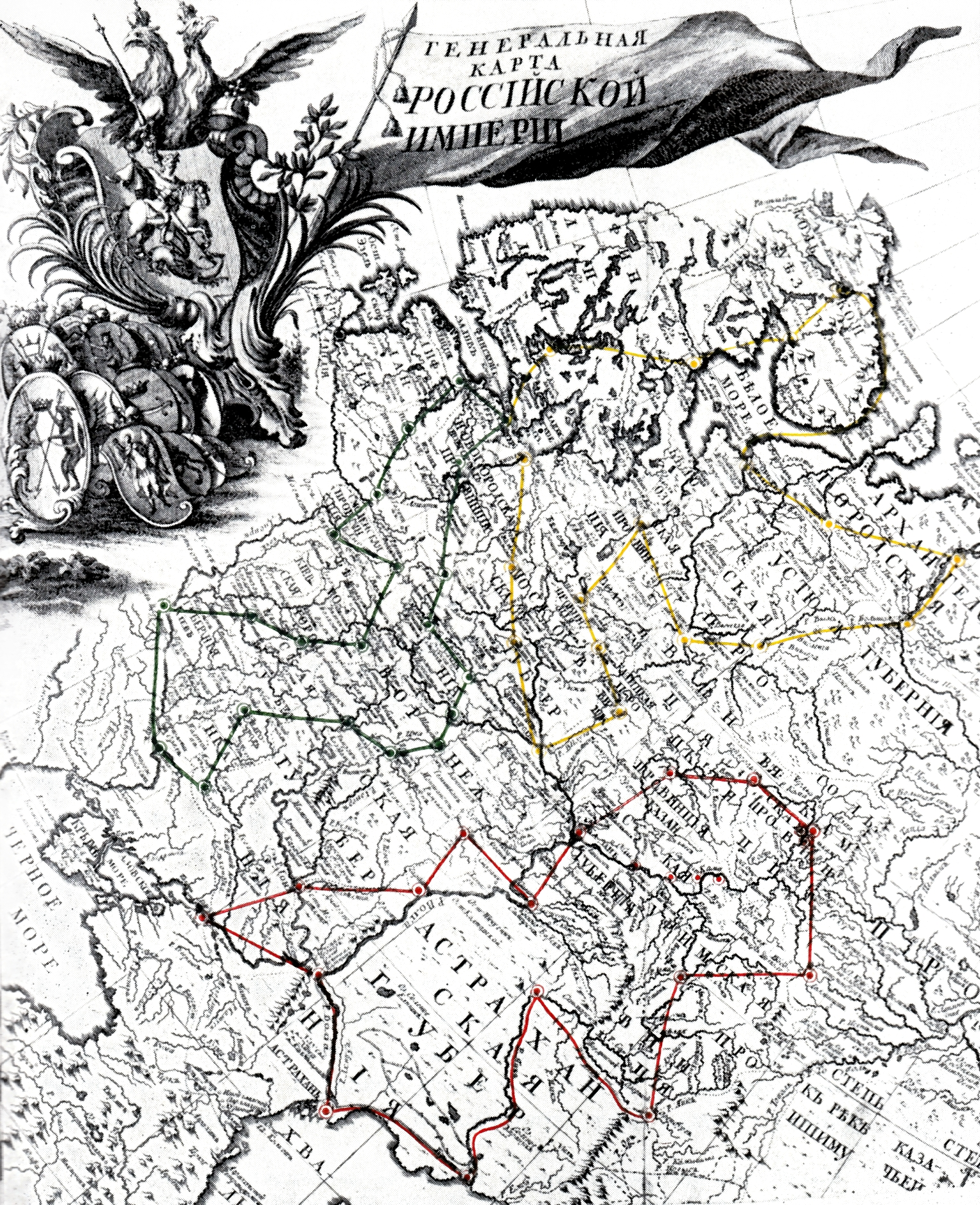
Die von M. W. Lomonossow 1760 skizzierten Routen der wissenschaftlichen Expeditionen

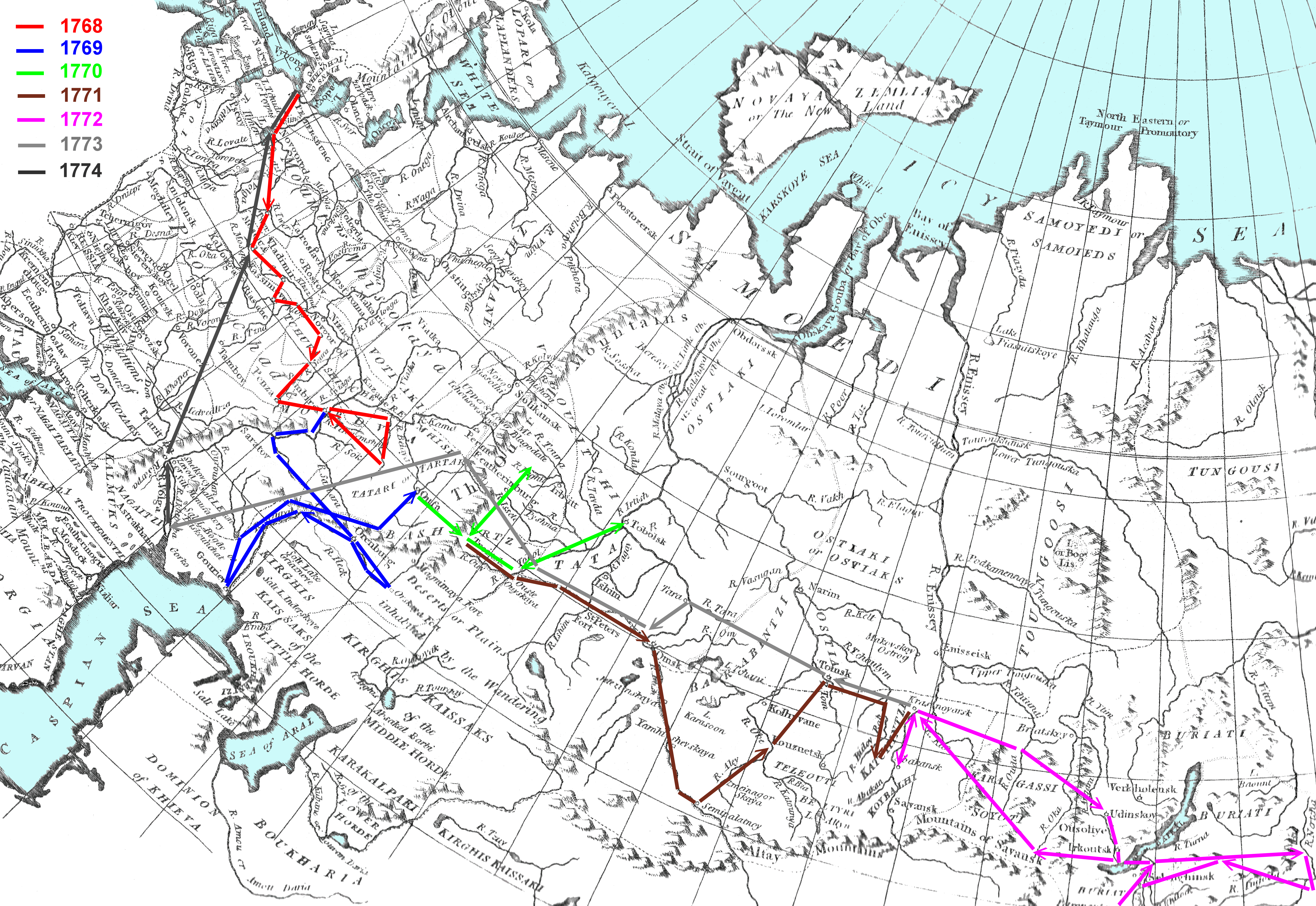
Expeditionsrouten der Reisen von P. S. Pallas nach Jahren

## Erste Expedition
Als die erste Akademische Expedition wird bereits die Arbeit der akademischen Gruppe während der Großen Nordischen Expedition (1733–1743) bezeichnet.
Sie erforschte und kartierte Alaska, die Aleuten, die Pazifikküste und andere Gebiete.
S. P. Krascheninnikow erkundete Kamtschatka,
G. F. Müller und J. G. Gmelin sammelten Informationen über die Geschichte, Geographie, Ethnographie, Flora und Fauna Sibiriens.

## Die zweite Reihe von Expeditionen (1768–1774)
Von 1768 bis 1774 wurden in Fortführung des Programms von M. W. Lomonossow eine Reihe von wissenschaftlichen Expeditionen durchgeführt, die auf eine umfassende Erforschung Russlands abzielten.
Die Expedition bestand aus fünf Gruppen, die von verschiedenen Naturwissenschaftlern geleitet wurden, darunter P. S. Pallas:
- Peter Simon Pallas (1741–1811), deutscher, preußischer Naturforscher, Geograph und Entdeckungsreisender
- Iwan Iwanowitsch Lepjochin (1740–1802), russischer Arzt, Botaniker, Zoologe und Forschungsreisender
- Johann Gottlieb Georgi (1729–1802), deutscher Geograph, Chemiker und Botaniker
- Johann Anton Güldenstädt (1745–1781), Naturforscher und Entdecker deutsch-baltischer Herkunft
- Samuel Gottlieb Gmelin (1744–1774), deutscher Arzt, Botaniker und Naturforscher
- Johann Peter Falk (1732–1774), schwedischer Naturforscher

Das europäische Russland, das Wolgagebiet, der Ural, der Kaukasus, das Kaspische Meer, Westsibirien und Ostsibirien wurden erforscht, und die ersten wissenschaftlichen Beschreibungen der erforschten Regionen wurden veröffentlicht.

## Übersicht
Die Russische Akademie der Wissenschaften (RAW) beispielsweise liefert unter der Überschrift M. W. Lomonossow und die wissenschaftlichen Expeditionen des 18. Jahrhunderts die folgenden thematischen Einstiege (in drei Abschnitten):
Expeditionsaktivitäten im Russland des 18. Jahrhunderts:
- Die Reise von D. G. Messerschmidt[7]
- Akademische Gruppe der Zweiten Kamtschatka-Expedition. 1733–1743

Große Akademische Expeditionen (1768–1774):
- Expedition unter der Leitung von Peter Simon Pallas. 1768–1774
- Expedition unter der Leitung von Iwan Iwanowitsch Lepjochin. 1768–1773
- Expedition unter der Leitung von Samuel Gottlieb Gmelin. 1768–1774
- Expedition unter der Leitung von Johann Anton Güldenstädt. 1768–1775[8]
- Expedition unter der Leitung von Johann Peter Falk. 1768–1774

Expeditionen am Ende des Jahrhunderts:
- Reise von W. F. Sujew von St. Petersburg nach Cherson. 1781–1782
- Reise von N. Ja. Oserezkowski zum Ladoga- und Onegasee. 1785
- Reise von P. S. Pallas in die südlichen Statthalterschaften des Russischen Reichs. 1793–1794[9]

Neben diesen von der RAW aufgeführten gab es noch die astronomischen Expeditionen (siehe die Personenartikel von Christoph Euler und Wolfgang Ludwig Krafft).
Eine späte Expedition war die Billings-Sarytschew-Expedition.

## Zusammenfassung
Der Historiker R. T. Jones summiert in seinem Aufsatz zu Peter Simon Pallas, dass die Akademischen Expeditionen – das Programm zur Entdeckung, Klassifizierung und Kartierung, an dem Pallas teilnahm – der bis dato ehrgeizigste Versuch Russlands war, eine Art mentale Karte seiner rasch expandierenden asiatischen Besitzungen zu erstellen. Wie Katharina II. es selbst anordnete, hatte die Expedition „den Zustand und die Produkte der noch nicht hinlänglich untersuchten Provinzen in das gehörige Licht zu setzen.“ Die Akademischen Expeditionen waren Jones zufolge jedoch mehr als bloße Erkundungsmissionen - sie sollten dem übrigen Europa demonstrieren, dass Katharinas Russland es in der Produktion von aufgeklärtem Wissen mit Frankreich, Großbritannien oder jeder anderen Nation aufnehmen konnte. Metaphern, die Licht auf Sibirien werfen, gab es zuhauf. Als Zeichen der russischen Aufklärung war es also wichtig, dass das gewonnene Wissen nicht nur proprietär war, sondern offen mit dem übrigen Europa geteilt wurde.